# Phoebe Blyth
Phoebe Blyth (5 de abril de 1816 - 12 de febrero de 1898) fue una filántropa escocesa, educadora y una de las principales activistas para abrir oportunidades para las mujeres en el empleo profesional.

## Trayectoria
Phoebe Blyth nació en el área de Newington de Edimburgo en 1816. Su padre era Robert Brittain Blyth, un comerciante de metales, y su madre era Barbara Cooper. La familia eran miembros activos de la Iglesia de Escocia y el hermano menor de Blyth era el reverendo Robert Blyth; un defensor comprometido de las escuelas sabáticas escocesas. Otro hermano fue el ingeniero civil Benjamin Blyth.
Blyth se educó en la escuela del Sr. Andrews, considerada una de las mejores escuelas privadas para niñas en Edimburgo en aquel momento. Allí aprendió geografía, locución, francés, dibujo, música y baile mientras que su abuela también le enseñó el arte del cuidado de la casa y enfermería.

## Campaña por la incorporación de la mujer al mercado laboral
En 1859 se fundó en Londres la Sociedad para la Promoción del Empleo de la Mujer por Jessie Boucherett, Barbara Bodichon y Adelaide Anne Proctor para promover la formación y el empleo de las mujeres.
Blyth quiso crear una organización homóloga en Escocia y fue una de las fundadoras de la Sociedad de Edimburgo para la Promoción del Empleo de la Mujer en 1860. Esta sociedad creó un registro donde se pagaba una cuota a los empleadores y empleados potenciales. Esto sentó las bases para proporcionar a las mujeres un empleo remunerado.
Entre 1860 y 1863, la lista de registro incluía:
- maestras en todos los departamentos de escuelas, familias o instrucción privada
- acompañantes
- mujeres misioneras
- mujeres de la biblia
- enfermeras enfermas
- costureras
- Asistentes de compras
- Empleadas del servicio doméstico.[1]

Tanto Blyth como su hermano, Robert, también eran miembros de la Asociación Nacional para la Promoción de las Ciencias Sociales, que se había formado poco antes en 1857. Esta asociación abordaba cuestiones de salud pública, relaciones laborales, reforma penal y educación femenina. Cuando la asociación celebró su conferencia en Edimburgo en 1863, Blyth presentó un documento que defendía enérgicamente que las niñas deberían recibir educación para el empleo y recibir capacitación práctica en la administración del hogar.

## La Ladies' Edinburgh Magazine
Blyth también escribió para The Ladies' Edinburgh Magazine, anteriormente conocida como 'The Attempt', y publicada por el mismo grupo de mujeres que había formado Ladies' Edinburgh Debating Society en 1865. Blyth escribió el primero de una serie de ocho artículos publicados en la revista en 1875 sobre "las industrias y los empleos abiertos a las mujeres educadas":
"En generaciones anteriores, cuando se discutía cual era el ámbito adecuado para la mujer, la cuestión se decidía generalmente considerando si cada curso de acción era 'femenino' o 'no femenino'. No hubo ni hay un estándar fijo por el cual se pueda aplicar este término, pero esto no lo ha hecho menos decisivo; y bajo su amparo se toleraban extrañas incongruencias. Era 'femenino' bailar o cantar ante miles de personas reunidas, pero no era 'femenino' hablar a un pequeño número, incluso en nombre de los oprimidos o agraviados; era "femenino" escribir novelas sentimentales, pero "poco femenino" abordar temas serios e importantes; era "femenino" aparecer en el campo de caza y estar presente en la muerte de un zorro, pero "poco femenino" acudir en ayuda de los enfermos y heridos; era 'femenino' usar la aguja, pero no el estilo del enterrador; era 'femenino' morir de hambre por falta de comida, pero 'poco femenino' o al menos femenino trabajar para la autosuficiencia". - Woman's Work, an Introduction in the Ladies' Edinburgh Magazine (1875).

## Las primeras mujeres escocesas elegidas para un cargo público
En 1872, Blyth y su compañera reformista social Flora Stevenson se habían forjado un papel destacado en la vida pública de Edimburgo. Ambos fueron fundamentales en la administración local y la implementación de la Ley de Educación (Escocia) cuando se aprobó en 1872. En virtud de esta ley, se crearon de golpe aproximadamente mil juntas escolares regionales; siendo estos los primeros organismos públicos en Escocia que se abrieron a las mujeres.
Como resultado, las primeras mujeres escocesas en ser elegidas para un cargo público fueron Jane Arthur, elegida en Glasgow en 1872, y luego Phoebe Blyth y Flora Stevenson en Edimburgo en 1873. Blyth y Stevenson también participaron activamente en el movimiento por la apertura de la profesión médica y la educación universitaria a las mujeres. Sin embargo, Blyth no hizo campaña en el movimiento por el sufragio femenino, aunque lo apoyó.
Blyth sirvió en la junta escolar durante ocho años y se jubiló en 1881. Durante su tiempo en la junta, promovió el valor educativo de la enseñanza de la cocina y la organización del hogar para niñas en edad escolar. Blyth también fue coordinadora del comité de economía doméstica y coordinadora del comité africano de damas de la Iglesia de Escocia. A lo largo de su vida, Blyth también fue una filántropa comprometida y participó regularmente en actividades misioneras.

## Muerte
Blyth falleció en su casa, 27 Mansion House Road, en Edimburgo el 12 de febrero de 1898. Fue enterrada en el cementerio de Grange tres días después. Su testamento dejó un fideicomiso de trescientas libras esterlinas al año para el apoyo de "dichas damas indigentes y enfermas", cuyas destinatarias serían decididas por las mujeres de su extensa familia. Una parte de su patrimonio se donaría a hospitales, misiones, asilos y sociedades de enfermos en Edimburgo.